# Robert Faurisson

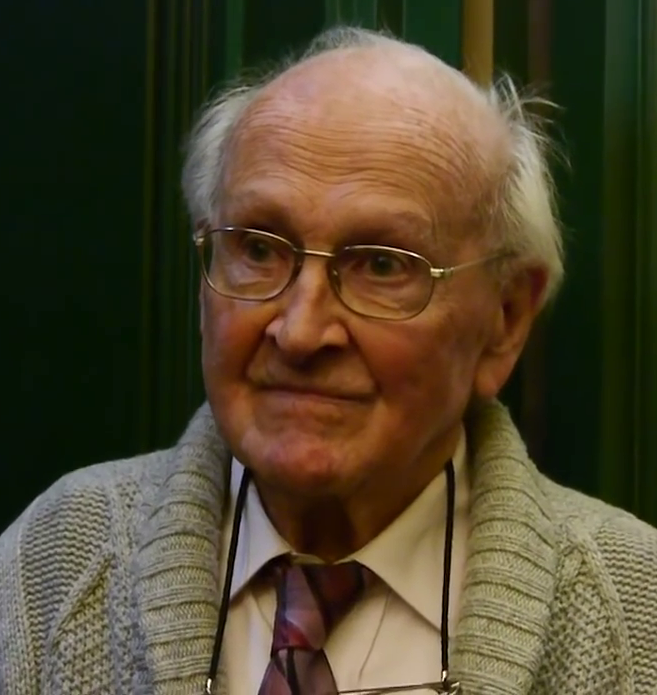
Robert Faurisson, 2014

Robert Faurisson (* 25. Januar 1929 in Shepperton, Surrey, England; † 21. Oktober 2018 in Vichy) war ein französischer Literaturwissenschaftler und Neonazi. Er war einer der bekanntesten Negationisten und Holocaustleugner, der den Einsatz von Gaskammern in den nationalsozialistischen Vernichtungslagern bei der Ermordung von KZ-Häftlingen wie überhaupt die systematische Vernichtung der Juden und anderer Gruppen bestritt.

## Leben
Im Oktober 1973 wurde Faurisson zum „Maître de conférences“ an der Universität Lyon 2 ernannt. Er lehrte dort von 1974 bis 1979 Literatur und veröffentlichte Bücher über Lautréamont (1971), Arthur Rimbaud (1972) sowie Gérard de Nerval (1977).
In der Literaturwissenschaft wurden Faurissons eigenwillige und provozierende Interpretationen meist abgelehnt; der Lautréamont-Experte Guy Laflèche hat Faurissons Deutung Lautréamonts einer vernichtenden Kritik unterzogen und ihm willkürliche und verdrehende Interpretationen nachgewiesen.
Ab 1974 publizierte Faurisson zahlreiche Broschüren und Artikel, in denen er den Holocaust leugnete. Publikationsorte waren revisionistische Organe, so die französischen Annales d’histoire révisioniste und das US-amerikanische Journal of Historical Review sowie das Internet.
Einem größeren Publikum wurde Faurisson durch die Veröffentlichung dreier Leserbriefe bekannt, die im Dezember 1978 und im Januar und Februar 1979 in der französischen Tageszeitung Le Monde erschienen, in denen er die Existenz der systematischen Judenvernichtung leugnete und behauptete, die Gaskammern in den Vernichtungslagern seien niemals zum Einsatz gekommen. In Deutschland wurden seine Ansichten erstmals in dem im Jahr 1978 veröffentlichten (und verbotenen) Buch „Es gab keine Gaskammern“ bekannt.
Wegen der heftigen Polemik, die er damit auslöste, und angesichts der Drohungen gegen seine Person wurde Faurisson von Lyon nach Vichy an die zentrale französische Institution für Fernunterricht versetzt, wo er ab 1979 als Professor tätig war. Im Jahr 1990 schied er aus dem Staatsdienst aus. Bei einem von mehreren tätlichen Angriffen auf ihn wurde ihm 1989 der Kiefer gebrochen.
Nach der Verabschiedung der Loi Gayssot (1990), eines französischen Gesetzes, das die Leugnung des Holocausts unter Strafe stellt, wurde Faurisson im Jahr 1991 wegen Verstoßes gegen dieses Gesetz verurteilt. Faurissons Klage vom 9. Dezember 1992 wegen Verletzung seines Rechts auf freie Meinungsäußerung beim Menschenrechtsausschuss der Vereinten Nationen wurde am 8. November 1996 abschlägig beschieden. Der Ausschuss urteilte, dass die durch das Verbot der Holocaustleugnung erzeugte Einschränkung der Meinungsfreiheit vom Artikel 19 Paragraph 3a des Paktes über bürgerliche und politische Rechte gedeckt sei. Jener Paragraph erlaubt die Einschränkung der Meinungsfreiheit, sofern dies für die „Achtung der Rechte oder des Rufs anderer“ erforderlich ist. Diese Auffassung bestätigte der UN-Menschenrechtsausschuss auch im Juli 2011 mit Verweis auf das Urteil im Fall Faurisson.
Weitere Anklagen wegen Leugnung des Holocaust und Prozesse folgten:
- Im Zusammenhang mit einer Publikation auf der Internetseite der „Association des anciens amateurs de récits de guerre et d’holocauste“ im Jahr 1998 wurde gegen ihn Anzeige erstattet; aus Mangel an Beweisen für seine Verfasserschaft wurde Faurisson freigesprochen.
- Am 3. Oktober 2006 wurde er wegen eines Interviews mit dem iranischen Fernsehsender „Sahar 1“ im Februar 2005 zu einer Haftstrafe von drei Monaten auf Bewährung und zu einer Geldstrafe von 7500 Euro verurteilt.[10]
- Nach der Teilnahme an der Holocaustleugnungskonferenz im Iran 2006 leitete die Staatsanwaltschaft Paris eine Voruntersuchung gegen ihn wegen seiner Äußerungen während dieser Veranstaltung ein.

Seit Ende 2008 erregte das wiederholte gemeinsame Auftreten von Faurisson mit dem Kabarettisten und politischen Aktivisten Dieudonné M’bala M’bala, der schon mehrfach für antisemitische Äußerungen verurteilt worden ist, Aufsehen. Während einer Veranstaltung am 26. Dezember 2008 in M’bala M’balas Theater wurde Faurisson ein „Orden“ für Nonkonformismus verliehen, der ihm von einem als Häftling eines Konzentrationslagers verkleideten und mit Judenstern versehenen Assistenten überreicht wurde. Am 9. Januar 2009 ließ er sich von M’bala M’bala vor einer Versammlung von Holocaustleugnern, Rechtsextremisten und Islamisten zu seinem 80. Geburtstag feiern. Kurz darauf wurde ein Video mit antisemitischen und negationistischen Äußerungen der beiden Gesinnungsgenossen bekannt.

## Thesen
Faurisson wurde von den Werken der beiden frühesten Holocaustleugner in Frankreich, Paul Rassinier und Maurice Bardèche (Schwager des in Frankreich als Kollaborateur hingerichteten Robert Brasillach), beeinflusst. Sein Schlüsselerlebnis soll nach eigener Auskunft die Lektüre eines im Jahr 1960 in der Zeit erschienenen Leserbriefes des Historikers Martin Broszat gewesen sein, in dem dieser feststellte, dass in der Gaskammer des KZ Dachau keine Häftlinge vergast worden seien. Im Lauf der Zeit und nach längerer Beschäftigung mit dem Thema hat er sich nach eigener Auskunft von den viel weiter gehenden Behauptungen der Holocaustleugner überzeugen lassen.
Als Hauptargument führte er an, für den Betrieb der Gaskammern wären eine perfekte Abdichtung, ein besonderes Leitungssystem sowie eine aufwendige Ventilation und weitere Vorrichtungen zum Beseitigen von Giftgasspuren erforderlich gewesen. Diese These wurde von Faurissons ehemaligem Anhänger Jean-Claude Pressac, der sich bei der Suche nach Beweisen für diese Thesen mit den erhaltenen Anlagen in Auschwitz vertraut gemacht hatte, in seinem Buch Die Krematorien von Auschwitz (deutsch 1994) widerlegt, was Faurisson seither mehrfach in Publikationen angegriffen hat.
Im Jahr 1991 behauptete Faurisson in einer zusammen mit Siegfried Verbeke geschriebenen Broschüre (Het „Dagboek“ van Anne Frank. Een kritische benadering), das Tagebuch der Anne Frank sei eine Fälschung, da die Handschrift der überlieferten Manuskripte nicht die eines Kindes sei. Wegen Falschheit dieser Behauptung wurde die Verbreitung dieser Broschüre in den Niederlanden verboten.
Politisch gab sich Faurisson als Vertreter einer „unpolitischen“ Position. Seine Kritiker, unter ihnen der französische Historiker Pierre Vidal-Naquet, ordnen ihn jedoch als Rechtsextremen und Antisemiten ein. Faurisson wies den Vorwurf des Antisemitismus zurück, obwohl er zahlreiche Verurteilungen aufgrund der Holocaustleugnung erhielt. In Interviews mit arabischen Zeitschriften und Fernsehsendern hat er wiederholt erklärt, der Kampf gegen Israel und die Leugnung des Holocaust seien Teile eines gemeinsamen Projektes; gleichlautend war auch der Inhalt einer Rede, die für eine Revisionisten-Konferenz in Beirut im Dezember 2001 bestimmt war.

## Aktivitäten und Kontakte
Faurisson hatte weltweit enge Kontakte zu Holocaustleugnern. 1988 fungierte er in dem Prozess des kanadischen Staates gegen Ernst Zündel als Sachverständiger des Angeklagten. Ebenso war er mehrfach Redner bei Veranstaltungen des amerikanischen Institute for Historical Review, dessen erklärte Absicht es ist, die Geschichtswissenschaft mit revisionistischen Thesen zu infiltrieren.
Im Jahr 2003 betätigte er sich als Gründungsmitglied des rechtsextremen „Vereins zur Rehabilitierung der wegen Bestreitens des Holocaust Verfolgten“.
Einige Kontakte zwischen Faurisson und angesehenen Schriftstellern, die nicht als Sympathisanten der von ihm vertretenen Ansichten galten oder gelten, haben großes Aufsehen erregt:
- Noam Chomsky unterzeichnete im Herbst 1979 – nach verbalen Angriffen auf Faurisson nach der Veröffentlichung seiner Leserbriefe in Le Monde – eine Petition zugunsten Faurissons, die sich für das Recht der freien Meinungsäußerung auch für Holocaustleugner einsetzte. Dieses Recht verteidigte er auch in einer Stellungnahme, die er den Initiatoren der Petition, Pierre Guillaume und Serge Thion, zur Verfügung stellte. Diese druckten sie 1980 als Vorwort zu einer Rechtfertigungsschrift Faurissons ab, die für weiteres Aufsehen sorgte und Chomsky schwere Vorwürfe – u. a. von Pierre Vidal-Naquet – eintrug.[19]
- Im Jahr 1987 veröffentlichte Faurisson in seiner Zeitschrift „Annales d’histoire révisionniste“ zwei Briefe des bekannten Philosophen Jean Beaufret datiert vom 22. November 1978 und 18. Januar 1979.[20] Der Wissenschaftshistoriker und Heidegger-Biograf Hugo Ott äußerte, Beaufret habe sich „mit den 'Forschungen' von Faurisson identifiziert und diese gleichsam autorisiert.“[21]

## Veröffentlichungen
- Mémoire en dèfense: contre ceux qui m’accusent de falsifier l’histoire – La question des chambres à gaz, La Vielle Taupe, Paris 1980, Bibliothèque Nationale de France # 11902377.
- Ich suchte – und fand die Wahrheit: Die revisionistische These eines französischen Forschers. Kritik-Verlag von Thies Christophersen, Mohrkirch 1982, ISBN 3-88037-038-9, weiterer Verlag Courier du Continent, Lausanne 1982 ISBN 3-88037-038-9.
- Écrits révisionnistes, 1974–1998. 4 Bde. Ohne Ort: Selbstverlag, 1999. In einigen deutschen Staatsbibliotheken vorhanden, die Bücher wurden weltweit von den Vereinigten Staaten aus anonym an Bibliotheken verschickt.[22]